# Infrastructure ferroviaire
Une infrastructure ferroviaire est une installation fixe permettant la circulation de trains.
La voie ferrée, les caténaires, les équipements de transport de l'énergie, le système de signalisation ferroviaire, les bâtiments, les ouvrages d'art, le système de communication radio sol-train et les télécommunications sont des infrastructures ferroviaires.
Elle est gérée par un gestionnaire d'infrastructure ferroviaire.